# دورف
دورف (بالألمانية: Dorf) هي إحدى بلديات مقاطعة أندلفينغن في كانتون زيورخ في سويسرا. تبلغ مساحتها 5.55 كيلومتر مربع، ويقدر عدد سكانها بـ 687 نسمة (حسب تعداد ديسمبر 2017).